# Paulusjahr

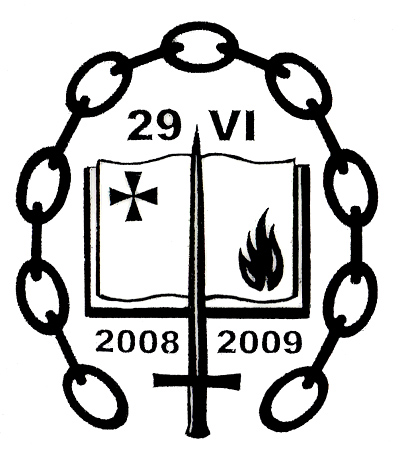
Logo des Paulusjahrs, mit den Attributen Schwert und Kette, den Attributen seines Martyriums, dem Kreuz und dem Feuer des Geistes

Das Paulusjahr 2008/2009 war ein Themenjahr der römisch-katholischen Kirche, das Papst Benedikt XVI. am Vorabend des 29. Juni 2007 ankündigte. Anlass war die Zweitausendjahrfeier der Geburt des Apostels Paulus.
Papst Benedikt verband mit dem Paulusjahr das doppelte Ziel, Person und Wirken des Apostels stärker ins Bewusstsein zu bringen und eine geistliche Erneuerung aus seinen Texten anzuregen.
Das Paulusjahr wurde in Rom am 28. Juni 2008, dem Vorabend des Hochfestes Peter und Paul, von Papst Benedikt XVI. gemeinsam mit Bartholomäus I., dem Ökumenischen Patriarchen von Konstantinopel, eröffnet und endete am 29. Juni 2009. Es wurde weltweit mit vielfältigen Veranstaltungen, Gottesdiensten und Wallfahrten begangen. Zentrales Pilgerziel war Sankt Paul vor den Mauern, die Grabeskirche des Apostels in Rom, deren linkes Portal aus diesem Anlass mit Bronzereliefs neu gestaltet wurde. Weitere Gedenkorte waren das Kloster Tre Fontane als Ort seines Martyriums, die Pauluskirche in Tarsus, seiner Geburtsstadt, die Paulusgrotte auf Malta und andere Stätten.